# Hervé de Saisy de Kerampuil
Hervé-René-Marie-Elzéar de Saisy de Kerampuil, né au château de Ker-Saint-Éloy à Glomel (Côtes-du-Nord, actuellement Côtes d'Armor, Bretagne) le 5 avril 1833 et y décédé le 2 septembre 1904, est un militaire et un homme politique français.

## Biographie

### Famille
Issu d'une ancienne famille noble de Bretagne remontant aux Croisades, il est le fils de Emmanuel de Saisy comte de Kerampuil (1793-1868) - Garde du corps du roi, chef de bataillon, maire de Glomel, conseiller d'arrondissement, conseiller général des Côtes-du-Nord - et de Agathe d'Andigné de Mayneuf (1805-1839), fille de  Louis, député sous Louis XVIII. Il épouse en 1860 Faustina Tenerani (1843-1916), fille du sculpteur italien Pietro Tenerani.

### Carrière militaire
Il embrasse la carrière des armes, et fait les campagnes d'Italie et du Mexique où il se retire avec le grade de capitaine pour entrer dans les zouaves pontificaux. Au moment de la Guerre de 1870, il devint commandant du bataillon des mobiles de Loudéac. 

### Carrière politique

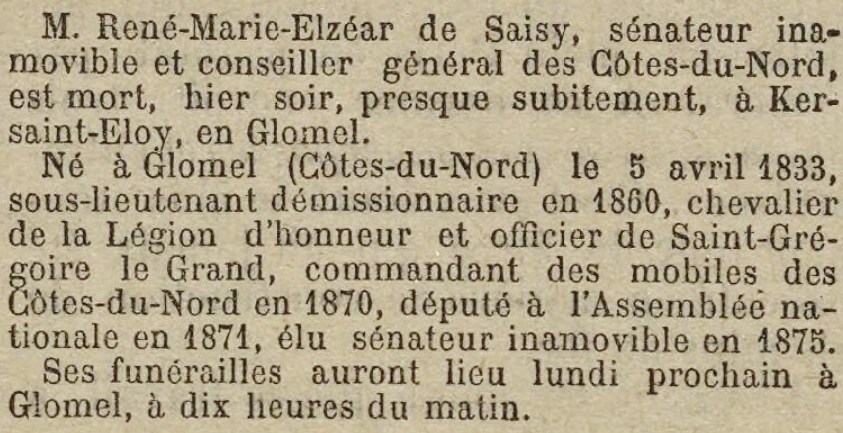
Notice nécrologique d'Hervé de Saisy de Kerampuil publiée dans le journal La Dépêche de Brest et de l'Ouest le 4 septembre 1904.

Élu député le 8 février 1871, il représente les Côtes-du-Nord où il prend place à droite, sans se faire inscrire à aucun groupe, et conserve jusqu'à la fin de la session la plus grande indépendance. Il demande la vente des joyaux de la couronne, la suppression des sous-préfectures et la consultation du peuple, par un plébiscite, sur la forme du gouvernement. Il vote contre la paix, pour l'abrogation des lois d'exil, pour la pétition des évêques, pour le service de trois ans, pour la démission de Thiers, contre le septennat, contre le ministère de Broglie et pour les lois constitutionnelles. En janvier 1875, le cabinet de Cissey, qui vient de tomber, fait une telle distribution de croix (Légion d'honneur) in extremis, que M. de Saisy dépose une proposition portant que les nominations signées par des ministres démissionnaires ne seraient valables que si elles étaient ratifiées par leurs successeurs; mais cette proposition n'eut pas de suites[source insuffisante]. 
Conseiller général du canton de Maël-Carhaix, il est porté sur la liste des gauches aux élections sénatoriales du 15 décembre 1875, et est élu sénateur inamovible. Il continue de siéger en indépendant, demande le rétablissement du scrutin de liste, et fut le seul membre de la droite qui refusa de voter la dissolution de la Chambre demandée, le 23 juin 1877, par le ministère de Broglie. Il s'est également prononcé contre le projet de loi Lisbonne restrictif de la liberté de la presse, contre la procédure de la haute cour contre le général Boulanger.

## Distinctions
- Chevalier de la Légion d'honneur (7 février 1871)[1]